# Mezgraja (Bośnia i Hercegowina)
Mezgraja (cyr. Мезграја) – wieś w Bośni i Hercegowinie, w Republice Serbskiej, w gminie Ugljevik. W 2013 roku liczyła 459 mieszkańców.